# Национална фудбалска конференција
Национална фудбалска конференција (енгл. National Football Conference), позната по свом акрониму НФЦ (од енгл. NFC), је једна од две конференције Националне фудбалске лиге (НФЛ). Основана је током 1970-их када су се спојиле НФЛ и АФЛ. У конференцији наступа 16 клубова распоређених у четири дивизије са по четири тима.

## Дивизије
- НФЦ Север
  - Чикаго берси
  - Детроит лајонси
  - Грин Беј пакерси
  - Минесота вајкингси
- НФЦ Југ
  - Атланта фалконси
  - Каролина пантерси
  - Њу Орлеанс сејнтси
  - Тампа Беј баканирси
- НФЦ Исток
  - Далас каубојси
  - Њујорк џајантси
  - Филаделфија иглси
  - Вашингтон командерси
- НФЦ Запад
  - Аризона кардиналси
  - Лос Анђелес рамси
  - Сан Франциско 49-ерси
  - Сијетл сихокси